# Paranthura maculosa
Paranthura maculosa là một loài chân đều trong họ Paranthuridae. Loài này được Nunomura miêu tả khoa học năm 1974.